# Editora Scipione
A Editora Scipione é uma editora de livros didáticos brasileira. A editora Scipione foi fundada pelo professor Scipione Di Pierro Netto.
Em 1983, quando foi comprada pela Editora Ática, a editora Scipione tinha um catálogo de cinco títulos e vendia 100 mil exemplares por ano. Em fins de 1999, foi comprada novamente, junto com a Editora Ática, pelo grupo Francês Havas em associação com a Editora Abril. Com isso, inaugurou-se uma nova fase na história da empresa, que passou a fazer parte da Abril Educação. Em 2015 a Abril Educação foi comprada pelo fundo Tarpon. Passando a compor o grupo Somos Educação. 
Desde sua fundação, na década de 1980, a Scipione foi responsável pelo lançamento de produtos que se tornaram referência no mercado educacional, como a série Reencontro, que reúne adaptações de clássicos da literatura universal assinadas por autores como Ana Maria Machado, Rubem Braga e Carlos Heitor Cony, e a coleção Marcha Criança, até hoje uma das mais adotadas pelos professores do Ensino Fundamental I. A série Reencontro é composta de 37 títulos subdivididos em quatro temas (aventura, mistério, humor e romance), indicados para alunos da 5ª série até o 2° grau. Os livros têm um formato pequeno, 14 x 21 cm (A5, e não ultrapassam as 140 páginas; as ilustrações são bem cuidadas, com traços modernos em preto e branco. Todos os livros da série trazem informações sobre o escritor que fez a adaptação e têm uma ficha de leitura anexada, com perguntas e atividades. Em Março de 2004 o Grupo Abril anunciou a compra da participação da Vivendi na Editora Scipione por cerca de R$ 116,0 Milhões.Ela lançou vários livros como A Onça e o Bode, O Bicho do Pé, O Satanás na Mais, Como o Céu e As Estrelas.